# Moca nephelastra
Moca nephelastra är en fjärilsart som beskrevs av Edward Meyrick 1906. Moca nephelastra ingår i släktet Moca och familjen Immidae. Inga underarter finns listade i Catalogue of Life.